# Shia LaBeouf
Shia Saide LaBeouf (Los Angeles, 11 de junho de 1986) é um ator, diretor e performista estadunidense. Ele ganhou notoriedade no início dos anos 2000 ao protagonizar produções do Disney Channel, como a série infantil Even Stevens (2000–03) e o telefilme Tru Confessions (2002).
Em 2007, LaBeouf estrelou os filmes de sucesso comercial Disturbia e Surf's Up. No mesmo ano, ele foi escalado para o filme de ficção científica de Michael Bay baseado na franquia da Hasbro, Transformers, como Sam Witwicky, o principal protagonista do longa. Transformers foi um sucesso de bilheteria e um dos filmes de maior bilheteria de 2007. LaBeouf mais tarde apareceu nas sequências Transformers: Revenge of the Fallen (2009) e Transformers: Dark of the Moon (2011), ambos também sucessos de bilheteria. Em 2008, ele interpretou Henry "Mutt Williams" Jones III em Indiana Jones and the Kingdom of the Crystal Skull.
Outros trabalhos de destaque do ator incluem os filmes Holes (2003), Constantine (2005), Wall Street: Money Never Sleeps (2010), Lawless (2012), The Company You Keep (2012), Nymphomaniac (2013), Charlie Countryman (2013), Fury (2014), American Honey (2016), Borg vs McEnroe (2017), Honey Boy (2019), The Peanut Butter Falcon (2019), Pieces of a Woman (2020), e Padre Pio (2022).
Desde 2014, LaBeouf realiza uma variedade de projetos de arte performática pública com o trio artístico LaBeouf, Rönkkö & Turner.

## Biografia
Filho de Jeffrey Craig LaBeouf, um veterano do Vietnã que pulou de emprego para emprego, trabalhando como comediante de circo, vendedor, palhaço de rodeio e comediante stand-up, além de excursionar com o Doobie Brothers e Shayna Saide, uma dançarina e bailarina judia que virou artista visual e designer de joias. Shia cresceu como filho único e foi criado na religião judaica fazendo um bar mitzvah. Seu nome é hebraico na verdade significa "dom de Deus" e o sobrenome "LaBeouf" é uma adaptação de "Le Bœuf", termo francês para "o boi" ou "a carne". LaBeouf vem de uma família de cinco gerações de intérpretes. Uma de suas tataravós tocou piano no casino gângster Lucky Luciano. Seu avô materno, é um polaco sobrevivente do Holocausto que compartilhou seu primeiro nome, e foi um comediante que trabalhava na Borscht Belt of the Catskill Mountains e foi marginalizado como um barbeiro para a Máfia. O avô paterno de LaBeouf, um militar alcoólatra foi um Green Beret e sua avó paterna, foi uma Beatnik e poeta lésbica, que se envolveu com Allen Ginsberg.
LaBeouf descreveu seus pais como sendo hippies, e sua educação como semelhante a um estilo hippie de vida, afirmando que seus pais eram pessoas muito estranhas, mas ele sempre os amou muito. Cresceu vendo seu pai usar maconha, e os dois fumaram a erva juntos quando LaBeouf tinha dez anos. Seu pai foi viciado em heroína e foi para a reabilitação algumas vezes. 
Seus pais se divorciaram, mas ele teve o que descreve como uma "boa infância", Shia cresceu pobre, com sua mãe (que trabalhava vendendo tecidos e broches) em Echo Park, Los Angeles, Califórnia. Seu tio quis adotá-lo durante uma etapa de sua vida, pois seus pais não podiam criá-lo. Frequentou uma predominantemente latina e africana escola americana. Teatralmente, LaBeouf frequentou a Visual and Performing Arts Magnet School em Los Angeles e a Alexander Hamilton High School, embora ele tenha recebido a maior parte da sua educação de tutores particulares. Após o ensino médio, foi aceito na Yale University, mas desistiu pois queria obter um tipo de educação que não se recebia na escola, embora ele gostasse de frequentar a faculdade. Comprou sua casa própria aos dezoito anos de idade, ele vive em Burbank, Califórnia, e se mantém próximo a seus pais, sua mãe vive agora perto de Tujunga, Los Angeles, Califórnia, e seu pai, em Montana. LaBeouf é fumante, porém, declarou recentemente que vai parar de fumar. Dirige um Nissan Maxima, e tem dois bulldogs chamados Brando e Bex, é muito amigo da co-estrela de Santos e Demônios, Channing Tatum e Adam Scarimbolo, usa lentes de contato e se diz um grande fã de esportes, gosta da banda indie The Shins e Cky. Também é fã de séries televisivas e entre seus filmes favoritos estão Beleza Americana, Os Debiloides e Mulher Infernal. LaBeouf considera o filme O Melhor Jogo da História sua transição de ator criança para ator adulto.
Sobre sua carreira, LaBeouf é muito sério, e tem feito um esforço calculado para ficar longe das festas de Hollywood.
Em outubro de 2016 casou-se com a atriz britânica Mia Goth, neta da também atriz brasileira Maria Gladys. Ficaram juntos até 2018, quando entraram com um pedido de divórcio. Durante o período que esteve separado de Goth, LaBeouf teve uma breve relação problemática com a cantora inglesa FKA Twigs. Em 2020, LaBeouf e Goth reataram a relação. Os dois tiveram sua primeira filha em 2022, Isabel.
Criado judeu, LaBeouf anunciou sua conversão ao catolicismo ao estudar a vida e os milagres de São Padre Pio de Pietrelcina enquanto se preparava para interpretá-lo no longa Padre Pio. Em entrevista ao bispo americano Robert Barron, declarou frequentar a Missa Tridentina.

## Carreira
Mostrou suas habilidades de comediante desde cedo entretendo outras crianças. Um comediante nato. Shia começou fazendo pequenos números cômicos para seus vizinhos no Texas e depois, assistindo a um amigo atuando em Dr Quinn, Medicine Woman, ele decidiu que queria ser um ator. Procurou um agente na lista telefônica, fez audições e testes e foi aceito no mundo de Hollywood.
Shia fez muitas pequenas participações em filmes e na televisão antes de ter sua grande chance em 2000 com o papel de "Louis Stevens" no sucesso da Disney, Even Stevens. Ele foi premiado em 2003 no Emmy Award (Outstanding Performer in a Children's Series) por esse papel.
LaBeouf tem os atores Gary Oldman, Dustin Hoffman, Jodie Foster, Jon Voight e John Turturro como suas inspirações, e tem também citado o diretor / produtor Francis Lawrence como uma inspiração, a quem trabalhou com LaBeouf em 2005 no filme Constantine. LaBeouf considera Jon Voight como um segundo pai e um mentor. Tanto Voight e Turturro estrelaram ao lado de LaBeouf em Transformers.
Para Shia, Paranoia foi o filme mais importante de 2007, pois o projetou. LaBeouf foi classificado como 7º colocado na lista das dez Estrelas Mais Populares de 2007 do Yahoo! Movies. LaBeouf tem três tatuagens conhecidas, que são: "1986-2004", em seu punho direito interior, a pata de um cão em seu braço esquerdo, e uma mão com uma manilha sobre ela em seu tronco no canto superior esquerdo.
LaBeouf confirmou à revista People que, de 2004 a 2007 namorou a modelo China Brezner, que ele conheceu no set de O Melhor Jogo da História. Segundo Shia a razão do rompimento do casal foi estar muito focado no trabalho e não estar encontrando tempo para relacionamentos, mas que ele e Brezner, continuavam bons amigos. LaBeouf disse que tenta evitar relacionamentos com colegas de trabalho.
Em 4 de novembro de 2007, LaBeouf foi preso no início da manhã por estar alcoolizado e causando tumulto dentro de uma farmácia. As acusações criminais foram encerradas em 12 de dezembro de 2007.

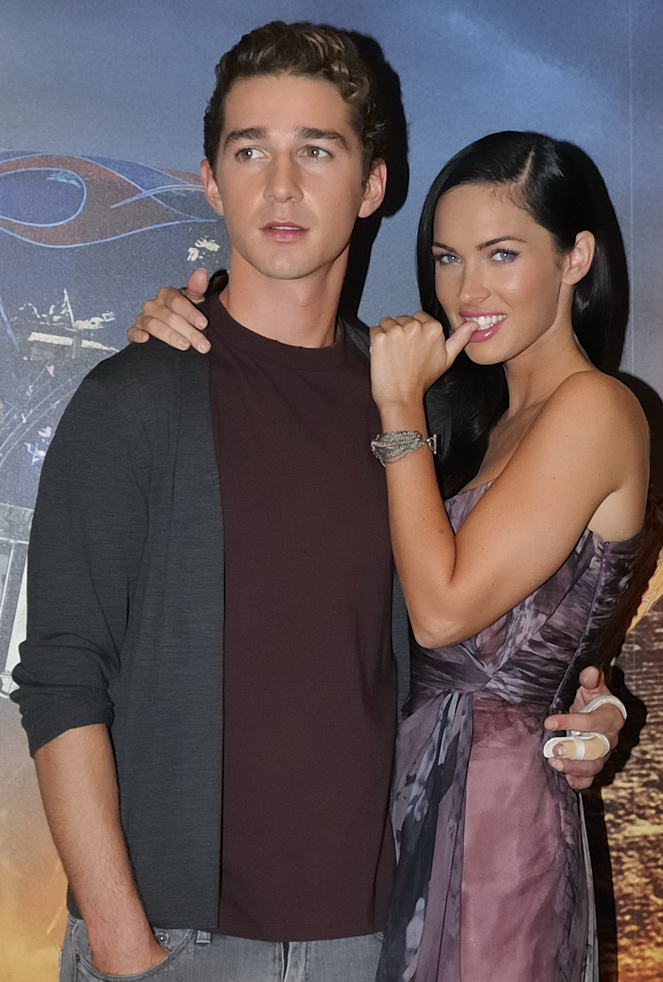
Shia LaBeouf e Megan Fox na première de Transformers: A Vingança dos Derrotados em Paris.

Em março de 2008, um mandado de prisão foi emitido contra LaBeouf depois que ele deixou de comparecer a um tribunal. A audiência foi em relação a uma multa que ele recebeu por fumar em local proibido em Burbank, Califórnia, em fevereiro de 2008. LaBeouf deveria ter comparecido ao tribunal para ouvir sua sentença por ter fumado em ambiente proibido. Com a ausência, ele recebeu uma ordem de prisão foi emitida para a sua detenção. O advogado do ator, disse que ele não tinha ninguém para mandar à audiência em seu lugar. Mais tarde a acusação foi retirada depois que o ator pagou multa de $500.
No início da manhã de 27 de julho de 2008, as autoridades prenderam LaBeouf por dirigir alcoolizado em Los Angeles, depois de o ator se envolver em um acidente de carro no qual ele saiu um pouco ferido. Os demais ocupantes do veículo, a atriz Isabel Lucas e um outro motorista sofreram ferimentos pesados. Dois dias depois, um porta-voz do Departamento de Polícia de Los Angeles, anunciou que LaBeouf foi o responsável pelo acidente. Apesar de LaBeouf não ter sido criminosamente cobrado pelo acidente, sua licença para dirigir foi suspensa por um ano pelo Departamento de Veículos Motorizados da Califórnia, por ele ter se recusado a fazer o teste do bafômetro.
Em 2008 LaBeouf esteve dois meses internado para tratar o alcoolismo e em 2011 confessou ter voltado a cair no vício.
Em 2014 apresentou-se embriagado na apresentação do musical da Broadway Cabaret Shia e foi detido pelas autoridades por ter utilizado linguagem ofensiva, ter batido nas costas de várias pessoas e por ter acendido um cigarro durante o espetáculo. Shia LaBeouf decidiu, voluntariamente, começar a tratar a sua dependência de álcool. Em 2015, fez uma aparição no vídeoclipe da música "Elastic Heart", da cantora australiana Sia.
Em 2015 o ator se tornou meme na Internet após aparecer em um vídeo motivacional em frente a uma tela verde gritando 'DO IT! JUST DO IT!' ('Faça! Apenas faça!' em Português).
Em outubro de 2015 foi detido, interceptado pelas autoridades por estar sob o efeito de álcool e substâncias químicas em plena via pública no estado do Texas. Em dezembro de 2015 ele criou um serviço de atendimento pessoal por telefone.

## Filmografia

### Cinema
| Ano  | Título Original                                    | Título (Brasil)                               | Papel                                  | Notas                   |
| ---- | -------------------------------------------------- | --------------------------------------------- | -------------------------------------- | ----------------------- |
| 2023 | Padre Pio                                          | Padre Pio                                     | Padre Pio de Pietrelcina               |                         |
| 2020 | Pieces of a Woman                                  | Pieces of a Woman                             | Sean Carson                            |                         |
| 2020 | The Tax Collector                                  | O Cobrador de Impostos                        | Creeper                                |                         |
| 2019 | The Peanut Butter Falcon                           | O Falcão Manteiga de Amendoim                 | Tyler                                  |                         |
| 2019 | Honey Boy                                          | O Preço do Talento                            | James Lort                             | Também escritor         |
| 2017 | Borg vs McEnroe                                    | Borg vs McEnroe                               | John McEnroe                           |                         |
| 2016 | American Honey                                     | Docinho da América                            | Jake                                   |                         |
| 2015 | Man Down                                           | A Guerra                                      | Gabriel Drummer                        |                         |
| 2014 | Fury                                               | Corações de Ferro                             | Bible                                  |                         |
| 2013 | Nymphomaniac                                       | Ninfomaníaca                                  | Jerôme                                 |                         |
| 2013 | Charlie Countryman                                 | Charlie Countryman                            | Charlie Countryman                     |                         |
| 2012 | The Company You Keep                               | Sem Proteção                                  | Ben Shepard                            |                         |
| 2012 | Howard Cantour.com                                 |                                               | N/A                                    | Diretor; curta-metragem |
| 2012 | Lawless                                            | Os Infratores                                 | Jack Bondurant                         |                         |
| 2011 | Transformers: Dark of the Moon                     | Transformers: O Lado Oculto da Lua            | Sam Witwicky                           |                         |
| 2010 | Wall Street: Money Never Sleeps                    | Wall Street - O Dinheiro Nunca Dorme          | Jacob Moore                            |                         |
| 2009 | New York, I Love You                               | Nova York, Eu Te Amo                          | Jacob                                  |                         |
| 2009 | Transformers: Revenge of the Fallen                | Transformers: A Vingança dos Derrotados       | Sam Witwicky (VG - voz)                |                         |
| 2009 | Transformers: Revenge of the Fallen                | Transformers: A Vingança dos Derrotados       | Sam Witwicky                           |                         |
| 2008 | Eagle Eye                                          | Controle Absoluto                             | Jerry Shaw / Ethan Shaw                |                         |
| 2008 | Indiana Jones and the Kingdom of the Crystal Skull | Indiana Jones e o Reino da Caveira de Cristal | Mutt Williams                          |                         |
| 2007 | Transformers: The Game                             | Transformers: The Game                        | Sam Witwicky (voz)                     |                         |
| 2007 | Transformers                                       | Transformers                                  | Sam Witwicky                           |                         |
| 2007 | Surf's Up                                          | Tá Dando Onda                                 | Cadú Maverick                          | Voz                     |
| 2007 | Dangerous House III: Boys Vs. Girls                |                                               | Jhonnatam, Índios, Cadú Maverick (voz) |                         |
| 2007 | Disturbia                                          | Paranóia                                      | Kale Brecht                            |                         |
| 2006 | Bobby                                              | Bobby                                         | Cooper                                 |                         |
| 2006 | A Guide to Recognizing Your Saints                 | Santos e Demônios                             | Dito (jovem)                           |                         |
| 2005 | The Greatest Game Ever Played                      | O Melhor Jogo da História                     | Francis Ouimet                         |                         |
| 2005 | Nausicaä of the Valley of the Wind                 | Nausicaä do Vale do Vento                     | Asbel                                  | Voz na versão em inglês |
| 2005 | Constantine                                        | Constantine                                   | Chas Kramer                            |                         |
| 2004 | I, Robot                                           | Eu, Robô                                      | Farber                                 |                         |
| 2003 | The Battle of Shaker Heights                       | O Nerd Vai à Guerra                           | Kelly Ernswiler                        |                         |
| 2003 | Charlie's Angels: Full Throttle                    | As Panteras - Detonando                       | Max Petroni                            |                         |
| 2003 | Dumb and Dumberer: When Harry Met Lloyd            | Debi e Loide 2: Quando Debi Conheceu Loide    | Lewis                                  |                         |
| 2003 | The Even Stevens Movie                             | Mano a Mana: O Filme                          | Louis Stevens (para TV)                |                         |
| 2003 | Dangerous House Number Two                         |                                               | Jhonnatam                              |                         |
| 2003 | Holes                                              | O Mistério dos Escavadores                    | Stanley Yelnats IV                     |                         |
| 2003 | Scary B                                            | Medo B                                        | Johnantan voohes                       |                         |
| 2002 | Tru Confessions                                    | Confissões de Tru                             | Eddie Walker (para TV)                 |                         |
| 2001 | Hounded                                            | O Perseguido                                  | Ronny Van Dusen (para TV)              |                         |
| 1999 | Dangerous House: The Movie                         |                                               | Jhonnatam                              |                         |
| 1998 | Breakfast with Einstein                            | Meu Amigo Einstein                            | Joey (para TV)                         |                         |
| 1998 | Monkey Business                                    | Monkey Business                               | Wyatt                                  |                         |
| 1998 | The Christmas Path                                 | The Christmas Path                            | Cal                                    |                         |

### Televisão
| Ano         | Título               | Papel              | Notas        |
| ----------- | -------------------- | ------------------ | ------------ |
| 2003 - 2000 | Even Stevens         | Louis Stevens      | 65 episódios |
| 2002        | The Proud Family     | Johnny McBride     | 1 episódio   |
| 2001        | The Nightmare Room   | Dylan Pierce       | 1 episódio   |
| 2000        | ER                   | Marty Dorset       | 1 episódio   |
| 2000        | Freaks and Geeks     | Herbert the Mascot | 1 episódio   |
| 1999        | Arquivo X            | Richie Lupone      | 1 episódio   |
| 1999        | Touched by an Angel  | Johnny             | 1 episódio   |
| 1999        | Suddenly Susan       | Ritchie            | 1 episódio   |
| 1999        | Jesse                | Moe                | 1 episódio   |
| 1998        | Caroline in the City | Ethan              | 1 episódio   |

## Controvérsias

### Alegações de abuso
Em dezembro de 2020, LaBeouf foi processado por sua ex-namorada FKA Twigs por abuso sexual, agressão e imposição de sofrimento emocional. O processo também detalhou alegações de que ele abusou de outra ex-namorada, a estilista Karolyn Pho. LaBeouf afirmou em sua resposta que havia sido "abusivo" consigo mesmo e com aqueles ao seu redor "por anos" e que estava "envergonhado" e pediu desculpas aqueles que ele machucou; mais tarde, ele negou as acusações.
Após o processo, a Netflix o removeu de sua campanha de premiação por sua atuação em Pieces of a Woman. Posteriormente, ele parou de atuar e começou a receber tratamento. Durante uma entrevista concedida ao ator Jon Bernthal no podcast Real Ones em agosto de 2022, LaBeouf comentou, sem citar nomes, que havia "machucado aquela mulher", acrescentando: "Eu era um ser humano medroso, egoísta, egocêntrico, desonesto e em busca de prazer".
Seu julgamento por abuso contra FKA Twigs foi marcado para 17 de abril de 2023, mas foi adiado para uma data não especificada entre 1º de novembro e 6 de dezembro de 2023. Em setembro de 2023 foi novamente adiado, agora podendo ser realizado até outubro de 2024.

## Prêmios e Indicações
| Ano  | Resultado | Premiação                                      | Categoria                                                              | Título                                        |
| ---- | --------- | ---------------------------------------------- | ---------------------------------------------------------------------- | --------------------------------------------- |
| 2016 | Indicado  | British Independent Film Awards                | Melhor Ator                                                            | Docinho da América                            |
| 2011 | Indicado  | Teen Choice Awards                             | Ator de Filme do Verão                                                 | Transformers: O Lado Oculto da Lua            |
| 2010 | Indicado  | Nickelodeon Kids' Choice Awards                | Ator de Cinema Favorito                                                | Transformers: A Vingança dos Derrotados       |
| 2009 | Indicado  | Saturn Award                                   | Melhor Ator (coadjuvante/secundário)                                   | Indiana Jones e o Reino da Caveira de Cristal |
| 2009 | Indicado  | MTV Movie Award                                | Melhor Performance Masculina                                           | Controle Absoluto                             |
| 2009 | Indicado  | People's Choice Award                          | Favorite On-Screen Match-Up                                            | Indiana Jones e o Reino da Caveira de Cristal |
| 2009 | Venceu    | Teen Choice Awards                             | Escolha Ator Estrela de Verão                                          | Transformers: A Vingança dos Derrotados       |
| 2009 | Indicado  | Teen Choice Awards                             | Escolha de Ator de Cinema:Ação/Aventura                                | Controle Absoluto                             |
| 2008 | Venceu    | BAFTA Awards                                   | Prêmio BAFTA de Cinema: Astro em Ascensão                              | Transformers                                  |
| 2008 | Indicado  | Empire Awards                                  | Melhor Estreia                                                         | Transformers                                  |
| 2008 | Indicado  | MTV Movie Awards                               | Melhor Beijo (Junto de Sarah Roemer)                                   | Paranóia                                      |
| 2008 | Indicado  | MTV Movie Awards                               | Melhor Performance Masculina                                           | Transformers                                  |
| 2008 | Venceu    | Teen Choice Awards                             | Escolha de Ator de Cinema: Ação Aventura                               | Indiana Jones e o Reino da Caveira de Cristal |
| 2008 | Indicado  | VES Awards                                     | Personagem Animado Marcante em Filme de Animação                       | Tá Dando Onda                                 |
| 2007 | Indicado  | National Movie Awards                          | Melhor Performance Masculina                                           | Transformers                                  |
| 2007 | Indicado  | Screen Actors Guild Awards                     | Performance Marcante de Elenco em Filme                                | Bobby                                         |
| 2007 | Venceu    | ShoWest Awards                                 | Estrela Masculina do Amanhã                                            |                                               |
| 2007 | Venceu    | Teen Choice Awards                             | Escolha de Ator de Cinema: Horror/Thriller                             | Paranóia                                      |
| 2007 | Venceu    | Teen Choice Awards                             | Melhor Ator                                                            | Transformers                                  |
| 2007 | Indicado  | Teen Choice Awards                             | Escolha de Ator de Cinema: Ação Aventura                               | Transformers                                  |
| 2007 | Indicado  | Teen Choice Awards                             | Escolha de Filme: Química                                              | Transformers                                  |
| 2007 | Indicado  | Teen Choice Awards                             | Escolha de Filme: Liplock                                              | Transformers                                  |
| 2006 | Venceu    | Gijón International Film Festival              | Melhor Ator                                                            | Santos e Demônios                             |
| 2006 | Venceu    | Hollywood Film Awards                          | Elenco do Ano                                                          | Bobby                                         |
| 2006 | Venceu    | Sundance Film Festival                         | Dramático                                                              | Santos e Demônios                             |
| 2005 | Venceu    | Newport International Film Festival            | Curta para Crianças                                                    | Let's Love Hate                               |
| 2004 | 2º Lugar  | Chicago International Children's Film Festival | Atuação Livre em Curta ou Vídeo                                        | Let's Love Hate                               |
| 2004 | Indicado  | MTV Movie Awards                               | Performance Masculina                                                  | O Mistério dos Escavadores                    |
| 2004 | Indicado  | PFCS Awards                                    | Melhor Performance Jovem em Papel Principal ou Coadjuvante - Masculino | O Mistério dos Escavadores                    |
| 2004 | Indicado  | Young Artist Awards                            | Melhor Performance em Filme - Ator Jovem em Papel Principal            | O Mistério dos Escavadores                    |
| 2003 | Venceu    | Daytime Emmy Awards                            | Performance Marcante em Série Infantil                                 | Even Stevens                                  |
| 2002 | Indicado  | Young Artist Awards                            | Melhor Performance em Série de Comédia - Ator Jovem Principal          | Even Stevens                                  |
| 2001 | Indicado  | Young Artist Awards                            | Melhor Performance em Série de Comédia - Ator Jovem Principal          | Even Stevens                                  |
| 2000 | Indicado  | YoungStar Awards                               | Melhor Ator Jovem / Performance em Série de Comédia                    | Even Stevens                                  |